# Marion Cotillard
Marion Cotillard (wymowaⓘ) (ur. 30 września 1975 w Paryżu) – francuska aktorka. Laureatka Oscara, Złotego Globu, nagrody BAFTA i Cezara za główną rolę Édith Piaf w muzycznym dramacie biograficznym Niczego nie żałuję – Edith Piaf (2007).

## Młodość
Urodziła się w Paryżu, a dorastała w okolicach Orleanu w departamencie Loiret. Jej rodzice to aktorzy oraz nauczyciele teatralni, matka Niseema Theillaud pochodzenia kabylskiego, ojciec Jean-Claude Cotillard to były mim i reżyser teatralny pochodzenia bretońskiego nagrodzony w 2006 nagrodą Molièra. Cotillard ma dwóch młodszych braci bliźniaków, Quentina pisarza i Guillaume’a rzeźbiarza. Debiutowała na scenie jeszcze w dzieciństwie występując w jednej ze sztuk swojego ojca. Ukończyła Konserwatorium teatralne w Orleanie.

## Kariera

### 1993–2006: Francja i przełom międzynarodowy

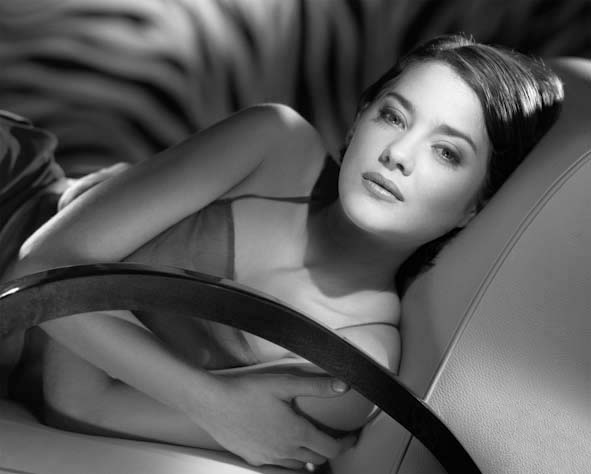
Marion Cotillard z sesji zdjęciowej z 1999 roku

Po epizodach w spektaklach teatralnych Cotillard zdobyła mając 17 lat drobną rolę epizodyczną w jęz. angielskim w serialu Nieśmiertelny; w kolejnym, 1994 roku, swoją pierwszą rolę w filmie fabularnym, a w 1996 kolejne trzy role filmowe. Szeroką rozpoznawalność przyniósł jej występ jako Lilly w kasowym hicie francuskiego kina, komedii Taxi (1998) w reżyserii Gérarda Pirèsa. Za rolę tę nominowana została do nagrody Cezara dla najbardziej obiecującej aktorki. Wystąpiła również w dwóch sequelach filmu (Taxi 2 z 2000 i Taxi 3 z 2003). Autorem scenariusza i producentem tych filmów był Luc Besson.
W swoim amerykańskim debiucie w 2003 obsadzona została, w roli drugoplanowej, w filmie Tima Burtona Duża ryba jako francuska żona głównego bohatera. Współpracowała tu z uznanymi aktorami a film odniósł krytyczny i komercyjny sukces. W tym samym roku zagrała w komedii romantycznej Miłość na żądanie jako Sophie Kowalsky, córka polskich imigrantów. W 2004 pojawiła się w dwóch udanych filmach, za rolę w Bardzo długich zaręczynach Jean-Pierre’a Jeuneta zdobyła Cezara dla najlepszej aktorki drugoplanowej, wystąpiła też w thrillerze Niewinność.
W 2005 roku Cotillard zagrała w melodramacie Kawalkada Steve’a Suissa, jako Alizée. Wystąpiła również w dramacie religijnym Maria Abela Ferrary u boku Foresta Whitakera i Juliette Binoche. Następną pojawiła się w podwójnej roli w obrazie Czarna skrzynka Richarda Berry’ego. Wystąpiła też w trzech innych filmach.
Rok 2006 przyniósł aktorce rolę w filmie Ridleya Scotta Dobry rok, w którym zagrała postać Fanny Chenal, właścicielki niewielkiej kawiarni w małej miejscowości w Prowansji. W filmie tym wystąpiła u boku takich aktorów jak Russell Crowe czy Abbie Cornish. Znalazła się też m.in. w obsadzie komedii Dikkenek posiadającej we Francji i Belgii status filmu kultowego.

### 2007–2010:Niczego nie żałuję – Edith Piafi uznanie międzynarodowe

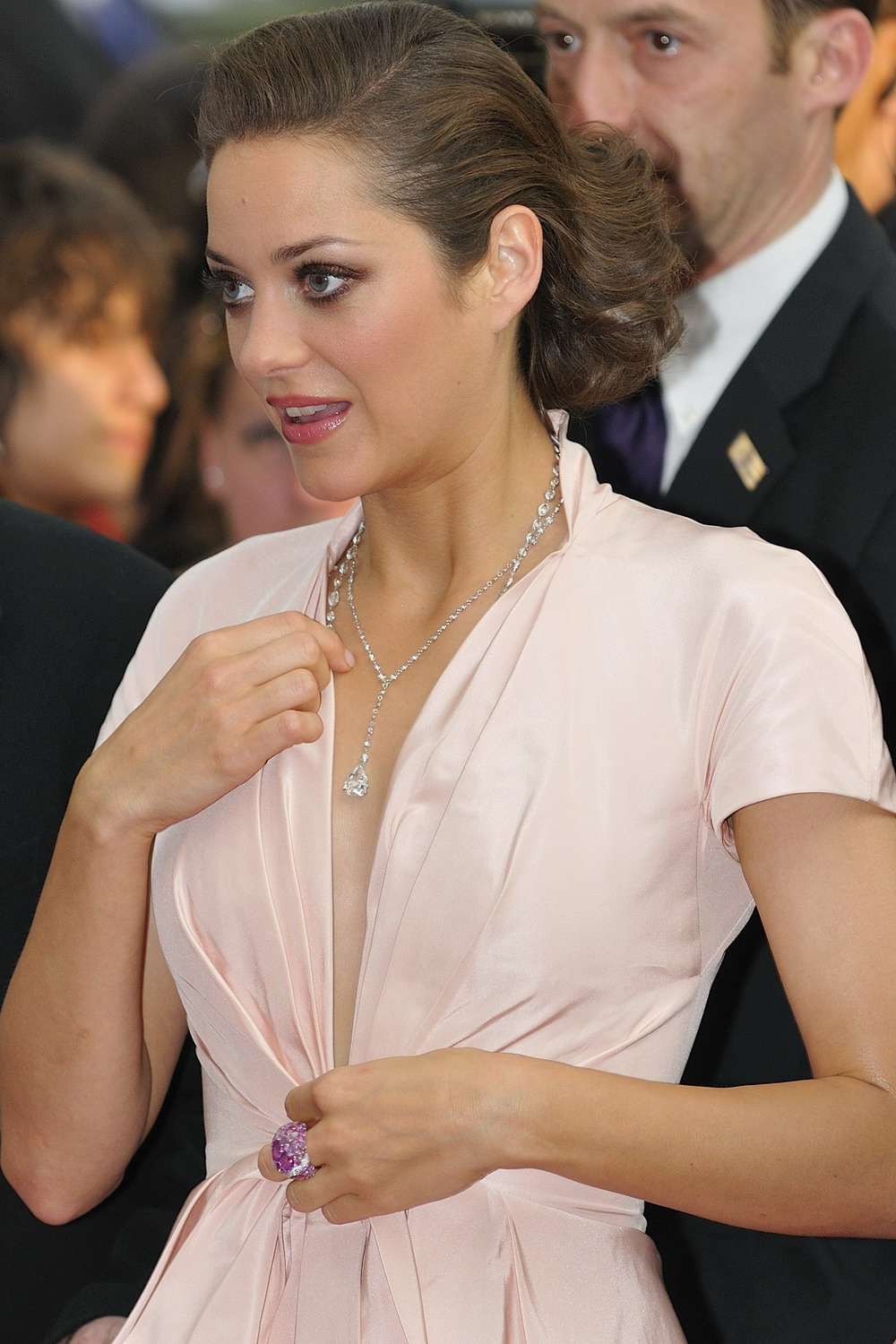
Cotillard w 2009 na paryskiej premierze filmu Wrogowie publiczni

Cotillard wybrana została do roli Édith Piaf w biograficznym filmie Niczego nie żałuję – Edith Piaf Oliviera Dahana, zanim jeszcze reżyser się z nią spotkał. Powiedział on, że zauważył podobieństwo w jej oczach do oczu Piaf. Obraz był jednym z najbardziej oczekiwanych filmów w 2007 roku we Francji. Jej rola była powszechnie chwalona, wybitny reżyser teatralny Trevor Nunn określił ją jako „jedną z najwybitniejszych kreacji w historii filmu”.
Za swoją kreację Cotillard została nagrodzona m.in. Oscarem, Złotym Globem, nagrodą BAFTA i Cezarem. Jest pierwszym i jak dotąd jedynym laureatem Oscara za występ w języku francuskim. Jest pierwszą aktorką, która otrzymała nagrodę za rolę nieanglojęzyczną od 1961 roku kiedy to otrzymała ją Sophia Loren za film Matka i córka. Jest drugą francuską laureatką Oscara po Simone Signoret, która nagrodę otrzymała za film Miejsce na górze (1959). W swoim przemówieniu podczas odbierania nagrody Cotillard podziękowała „życiu i miłości”. Dzień po gali Oscarów otrzymała gratulacje i pochwałę od ówczesnego prezydenta Francji Nicolasa Sarkozy’ego, który w specjalnym oświadczeniu napisał: „Pragnę przekazać moje gorące gratulacje dla Marion Cotillard, która właśnie otrzymała Oscara dla najlepszej aktorki za mistrzowską interpretację Édith Piaf. [Aktorka] zaprezentowała ją z niepokojącym realizmem, emocją i pasją. Jej interpretacja powołuje do życia opowieść o kobiecie, która dała piosence francuskiej uznanie i autentyczność”.
Cotillard jest pierwszą aktorką, która zdobyła Złoty Glob za rolę w obcym języku od 1972, kiedy Liv Ullmann odebrała nagrodę za film Emigranci. Jako pierwsza francuska aktorka odebrała nagrodę BAFTA dla najlepszej aktorki pierwszoplanowej od czasu nagrodzenia Stéphane Audran w 1973 roku. Otrzymała również ojczystego Cezara, jako pierwsza kobieta i druga osoba (po Adrienie Brodym za Pianistę (2002)) nagrodzona zarówno Oscarem, jak i Cezarem za tę samą rolę. Cotillard zdobyła także za swoją rolę nagrodę Złotego Lwa Czeskiego.
W czerwcu 2008 aktorkę zaproszono do członkostwa w amerykańskiej Akademii Filmowej.
W 2009 wystąpiła m.in. u boku Johnny’ego Deppa w filmie Wrogowie publiczni w reżyserii Michaela Manna oraz w musicalu Dziewięć Roba Marshalla u boku Daniela Day-Lewis, Penélope Cruz, Judi Dench, Nicole Kidman, Sophii Loren i Kate Hudson. Za rolę Luisy Contini w tym drugim filmie nominowana została do Złotego Globu. Była też to, wg rankingu magazynu Time, jedna z najlepszych kobiecych ról tamtego roku, Cotillard znalazła się tuż za Mo’Nique, Carey Mulligan, Saoirse Ronan i Meryl Streep.

### Od 2011:Incepcjai kolejne projekty

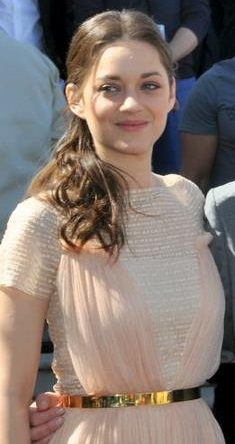
Aktorka na festiwalu w Cannes (2012)

W 2010 roku premierę miał popularny film Christophera Nolana Incepcja z Cotillard w obsadzie.
W 2016 aktorka wystąpiła m.in. w filmach To tylko koniec świata, Sprzymierzeni oraz Assassin’s Creed.
Sporadycznie występuje w sztukach teatralnych.

## Pozostała działalność
Marion Cotillard uczestniczy w kampaniach na rzecz ochrony środowiska. Jest rzecznikiem Greenpeace. Pozwoliła na wykorzystanie swojego mieszkania do testowania produktów. W 2005 roku przyczyniła się do wydania charytatywnej książki Dessins pour le climat (Rysunki dla Klimatu) zawierającej rysunki publikowane przez organizację, a w 2010 odwiedziła tropikalne lasy deszczowe w Kongo zagrożone komercyjną wycinką.
W 2009 aktorka została twarzą kampanii Diora „Lady Dior” i pojawiła się w reklamie filmowej jako fikcyjna postać stworzona przez Johna Galliano. Wynikiem tej kampanii była również współpraca ze szkocką grupą indierockową Franz Ferdinand, z którą Cotillard nagrała piosenkę zatytułowaną „The Eyes of Mars”. W tym samym roku pojawiła się również na okładce listopadowego wydania magazynu Vogue wraz z innymi gwiazdami musicalu Dziewięć. W 2010 wystąpiła jako twarz marki w kolejnej reklamie reżyserowanej przez Davida Lyncha.

## Życie prywatne
W 2007 roku aktorka zaczęła się spotykać z reżyserem i aktorem Guillaume Canetem. Ich pierwsze dziecko, syn Marcel, urodził się w maju 2011. W 2017 para doczekała się drugiego dziecka, córki Louise.

## Filmografia

### Filmy fabularne

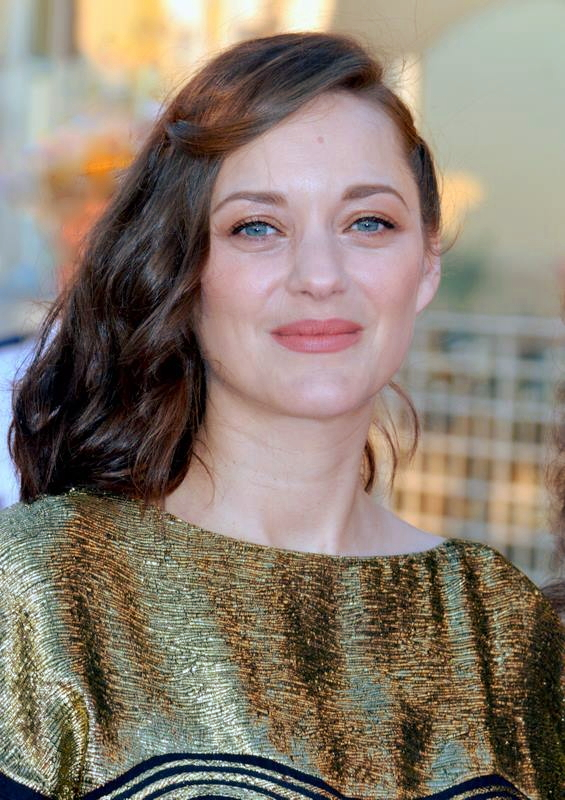
Marion Cotillard na festiwalu w Cabourgu w 2017

- 1994: L’Histoire du garçon qui voulait qu’on l’embrasse jako Mathilde
- 1995: Snuff Movie
- 1996: Zielona piękność (La belle verte) jako Macha
- 1996: O co chodzi w seksie? (Comment je me suis disputé... (ma vie sexuelle)) jako studentka
- 1998: Taxi jako Lilly
- 1999: L’ Appel de la cave jako Rachel
- 1999: Du bleu jusqu’en Amérique jako Solange
- 1999: La Guerre dans le Haut Pays jako Julie Bonzon
- 1999: Furia jako Elia
- 2000: Taxi 2 jako Lilly
- 2000: Quelques jours de trop
- 2001: Boomer jako pani Boomer
- 2001: Les Jolies choses jako Marie / Lucie
- 2001: Lisa jako młoda Lisa
- 2002: Prywatne dochodzenie (Une affaire privée) jako Clarisse Entoven
- 2003: Miłość na żądanie (Jeux d’enfants) jako Sophie Kowalsky
- 2003: Taxi 3 jako Lilly
- 2003: Duża ryba (Big Fish) jako Josephine
- 2004: Bardzo długie zaręczyny (Un Long dimanche de fiançailles) jako Tina Lombardi
- 2004: Niewinność (Innocence) jako panna Eva
- 2005: Maria (Mary) jako Gretchen Mol
- 2005: Edy jako Manu
- 2005: Kawalkada (Cavalcade) jako Alizee
- 2005: Czarna skrzynka (La Boîte noire) jako Isabelle Kruger / Alice
- 2005: Miłość buja w obłokach (Ma vie en l’air) jako Alice
- 2006: Dobry rok (A Good Year) jako Fanny
- 2006: Fair Play jako Nicole
- 2006: Dikkenek jako Nadine
- 2006: Wypalony (Sauf le respect que je vous dois) jako Lisa
- 2006: Ty i ja (Toi et moi) jako Lena
- 2007: Niczego nie żałuję – Edith Piaf (La Môme) jako Édith Piaf
- 2008: Lady Noire Affair jako lady Noire
- 2009: Niebo nad Saharą (Le dernier vol) jako Marie Vallières de Beaumont
- 2009: Wrogowie publiczni (Public Enemies) jako Billie Frechette
- 2009: Dziewięć (Nine) jako Luisa Contini
- 2010: Niewinne kłamstewka (Les petits mouchoirs) jako Marie
- 2010: Lady Blue Shanghai
- 2010: Forehead Tittaes
- 2010: Lady Rouge jako lady Rouge
- 2010: Incepcja (Inception) jako Mallorie „Mal” Cobb
- 2011: O północy w Paryżu (Midnight in Paris) jako Adriana
- 2011: Epidemia strachu (Contagion) jako dr Leonora Orantes
- 2011: L.A.dy Dior jako Margaux
- 2011: Lady Grey London jako lady Grey
- 2012: Z krwi i kości (De rouille et d’os) jako Stephanie
- 2012: Mroczny Rycerz powstaje (The Dark Knight Rises) jako Miranda Tate
- 2013: Legenda telewizji 2: Kontynuacja (Anchorman 2: The Legend Continues) jako Kanadyjska legenda
- 2013: Więzy krwi (Blood Ties) jako Monica
- 2013: Imigrantka (The Immigrant) jako Ewa Cybulski
- 2014: Dwa dni, jedna noc (Deux jours, une nuit) jako Sandra
- 2014: Snapshot in LA
- 2015: Mały Książę (The Little Prince) jako Róża (głos)
- 2015: Makbet (Macbeth) jako lady Macbeth
- 2015: Niesamowity świat April (Avril et le monde truqué) jako Avril (głos)
- 2016: Assassin’s Creed jako dr Sophia Rikkin
- 2016: Sprzymierzeni (Allied) jako Marianne Beausejour
- 2016: To tylko koniec świata (Juste la fin du monde) jako Catherine
- 2016: Z innego świata (Mal de pierres) jako Gabrielle
- 2017: Facet do wymiany (Rock’n Roll) jako ona sama
- 2017: Les Fantômes d’Ismaël (Ismael’s Ghosts) jako Carlotta
- 2018: Anielska twarz (Gueule d’ange) jako Marlène
- 2019: Niewinne kłamstewka 2 (Nous finirons ensemble) jako Marie
- 2019: Bigger Than Us, dokument, producent
- 2020: Doktor Dolittle jako Tutu (głos)
- 2021: Annette jako Ann DelGreco
- 2021: Charlotte jako Charlotte (głos)
- 2021: La vengeance au triple galop jako Kim Randall
- 2022: Asteriks i Obeliks: Imperium Smoka (Astérix & Obélix: L’Empire du Milieu) jako Kleopatra (głos)
- 2022: Brat i siostra (Frère et soeur) jako Alice Vuillard
- 2023: The Inventor jako Louise de Savoy (głos)
- 2023: Lee jako Solange D’Ayen

### Telewizja[a]
- 1996: Chloé, jako Chloé, film tel.
- 1998: Interdit de Vieillir, jako Abigail Dougnac, film tel.
- 2001: Une femme piégée (aka Vertigo: A Woman in Danger), jako Florence Lacaze, film tel.
- 2005: Une américaine à Paris, jako ona sama, film tel.
- 2008: Génération duo, jako ona sama, film tel.

## Nagrody
- Nagroda Akademii Filmowej Najlepsza aktorka pierwszoplanowa: 2007 Niczego nie żałuję – Edith Piaf
- Złoty Glob
  - Najlepsza aktorka w filmie komediowym lub musicalu: 2007 Niczego nie żałuję – Edith Piaf
- Nagroda BAFTA Najlepsza aktorka pierwszoplanowa: 2007 Niczego nie żałuję – Edith Piaf
- Cezar
  - Najlepsza aktorka: 2007 Niczego nie żałuję – Edith Piaf
  - Najlepsza aktorka drugoplanowa: 2004 Bardzo długie zaręczyny